# David Lowe (natation)
Pour les articles homonymes, voir Lowe et David Lowe.
David Lowe, né le 28 février 1960 à Bulawayo (Fédération de Rhodésie et du Nyassaland), est un nageur britannique, spécialiste des courses de nage libre et de papillon.

## Carrière
Aux Jeux olympiques de 1980 à Moscou, David Lowe est médaillé de bronze du relais 4×100 mètres 4 nages. Lors de ces mêmes Jeux, il ne dépasse pas les séries de qualification en 100 mètres papillon.
Aux Jeux olympiques de 1984 à Los Angeles, il fait partie des relais britanniques cinquième du 4×100 mètres nage libre et sixième du 4×100 mètres 4 nages. Lowe prend la onzième place du 100 mètres papillon.